# Starmania
Starmania es una ópera rock franco/quebequesa escrita en el año 1976 con música de Michel Berger y letra de Luc Plamondon.  Algunas de sus canciones han pasado a la cultura pop francófona.
En 1978, su primera grabación fue lanzada (en francés), subtitulada Starmania, ou la passion de Johnny Rockfort selon les évangiles télévisés ("Starmania, o la Pasión de Johnny Rockfort según los evangelios televisados") con los papeles principales interpretados por Daniel Balavoine, Claude Dubois, Diane Dufresne, Nanette Workman, France Gall, Eric Esteve y Fabienne Thibeault.
En 1979 el espectáculo debutó en escena en París, con Balavoine, Étienne Chicot, Dufresne, Gall y Thibeault, seguida por producciones canadienses en 1980 y 1986 y reposiciones francesas en 1988 y a lo largo de los años noventa.
En 1992, una versión en inglés del espectáculo fue creada con el lanzamiento del álbum Tycoon, con letras de Tim Rice, y protagonizada por Celine Dion, Nina Hagen, Peter Kingsbery, Cyndi Lauper, Willy Deville, y Tom Jones en los papeles principales de la grabación. El estreno estadounidense de Tycoon, con lestras en inglés, se produjo en el Teatro UTEP Dinner en El Paso (Texas) en 1996, con Plamondon en el público. Se representó en París alternando con la versión francesa durante unos pocos meses.
En las estadísticas de Operabase aparece con 2 representaciones en el período 2005-2010, siendo la obra más representada de Michel Berger.

## Contexto
Michel Berger quedó insatisfecho tras el fracaso del musical ''Angelina Dumas'', basado en el álbum estrenado en 1975, pero era muy consciente de que este género no estaba en absoluto de moda en Francia en aquella época. France Gall le aconsejó que buscara un autor capaz de traducir la violencia que intentaba expresar, y tras hacerle escuchar a Diane Dufresne, descubre el nombre de Luc Plamondon, autor de las canciones de Dufresne. Ambos se conocieron en Montreal en noviembre de 1976 y trabajaron juntos en la primavera de 1977.
De acuerdo con L'Avenir, Starmania, que debutó en 1979, fue una novedad; ya que fue el primer musical creado originalmente en francés. Hasta entonces, los musicales eran patrimonio de los estadounidenses y luego se transponían al francés, por ejemplo Hair, creada en 1967 y cuya versión francesa se representó en 1969 en París con Julien Clerc y Gérard Lenorman, e incluso Jesucristo Superestrella, creada en 1971, y con una versión francesa de Pierre Delanoë el mismo año. Después de La Vie, Michel Berger pensó en crear una ópera rock en 1974, pero "nadie creía en el éxito de este tipo de espectáculo en francés a este lado del Atlántico", y los creadores de Starmania tuvieron dificultades para encontrar un productor para el espectáculo.

## Sinopsis de la versión original (1979)
En un futuro próximo, Occidente se unifica en un solo estado. Muchas personas sueñan, de un modo u otro, con "convertirse en una estrella".
A medida que se acercan las elecciones presidenciales, Monópolis, la capital del Oeste, es aterrorizada por la banda de las Estrellas Negras. El líder de la banda, Johnny Rockfort, está bajo la influencia de Sadia, una estudiante agitadora de la alta sociedad que en realidad es un hombre vestido de mujer. En el metro de Monópolis, Marie-Jeanne, camarera del Café Subterráneo, escucha los continuos boletines informativos del televangelista (presentador de noticias) Roger Roger en el canal Tele-Capital. También es testigo de los preparativos de Sadia y Johnny para los ataques.
Sobre este café subterráneo se eleva la torre dorada del multimillonario y exmilitar Zéro Janvier. Él anuncia su candidatura a las elecciones presidenciales y defiende un modelo de sociedad seguro, racista, económicamente liberal y decididamente alejado de cualquier concepción ecológica: el "nuevo mundo atómico". Su principal oponente, el Gurú Marabout, aboga por una vuelta a la naturaleza y una mayor libertad de costumbres.
En Tele-Capital, la presentadora estrella Cristal presenta el programa Starmania, que promete a los candidatos convertirse en "la estrella por una noche". Ziggy, un joven gay vendedor de discos del que Marie-Jeanne está enamorada, sueña con aparecer en Starmania y alcanzar la fama como primer bailarín de rock del mundo. Al oírle hablar de sus planes, Sadia decide robarle el protagonismo y llama a Cristal para ofrecerle una entrevista exclusiva y clandestina con Johnny. Cristal y Johnny se enamoran inmediatamente a primera vista: ella huye con él, mientras la prensa cree que ha sido secuestrada. Se produce un desencuentro con Sadia cuando ésta decide hackear la frecuencia de Tele-Capital durante un debate entre Zéro Janvier y el Gurú Marabout para afirmar ante el mundo que está con Johnny Rockfort: éste se pone del lado de Cristal, y Sadia deja entrever sus celos.
Al mismo tiempo, Stella Spotlight, una actriz de cine hipersexualizada y deprimida, anuncia el fin de su carrera. Zéro Janvier ve en ella una baza de comunicación y le ofrece convertirse en su musa política. Aparece públicamente con el multimillonario y luego dirige una campaña activa para él. Pero Stella, psicológicamente destruida, participa en sesiones de terapia de grupo que rozan la orgía, organizadas por el gurú Marabout. Entonces, Zero le propone matrimonio. La boda se celebra en la discoteca situada en lo alto de la torre dorada, Naziland.
Cristal se convierte en una heroína popular. Ella y Johnny, que ahora está separado de Sadia, deciden volar la torre esa noche. Ziggy, que ha desaparecido sin dar noticias a Marie-Jeanne, se ha convertido en disc-jockey en Naziland. Sadia se entera del ataque planeado por las Estrellas Negras y, furiosa por los celos, denuncia a Johnny y Cristal ante Zéro Janvier. Los hombres armados de Zéro Janvier van tras las Estrellas Negras. Cristal muere durante la persecución, lanzada desde lo alto del edificio. Mientras su cuerpo es llevado en procesión, Marie-Jeanne abandona el mundo subterráneo y la alienación de su trabajo.
Poco después de estos acontecimientos, Zéro Janvier es elegido Presidente de Occidente. Johnny intenta asesinarle, pero sus secuaces le disparan. La escena final ve cómo el espíritu de Johnny se eleva a otros cielos, mientras los terrícolas cantan al universo su desesperación debido a su condición.